# Chrysoprasis vittata
Chrysoprasis vittata är en skalbaggsart som beskrevs av Aurivillius 1910. Chrysoprasis vittata ingår i släktet Chrysoprasis och familjen långhorningar.
Artens utbredningsområde är Venezuela. Inga underarter finns listade i Catalogue of Life.